# Trebius tenuifurcatus
Trebius tenuifurcatus är en kräftdjursart som beskrevs av R. Rathbun 1887. Trebius tenuifurcatus ingår i släktet Trebius och familjen Trebiidae. Inga underarter finns listade i Catalogue of Life.